# Mutant

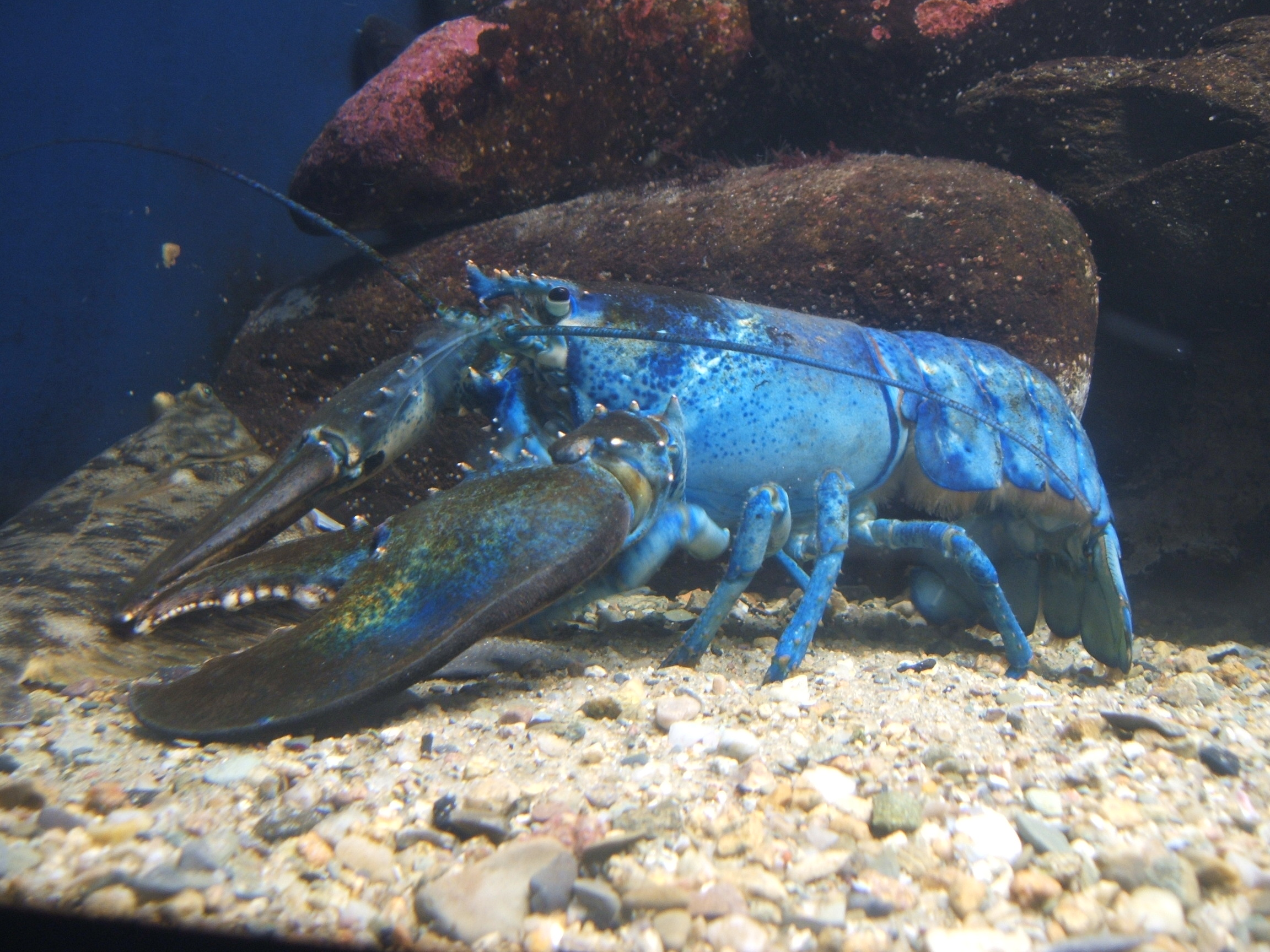
Een blauwe kreeft is een voorbeeld van een mutant

Een mutant is een organisme dat het resultaat is van een mutatie. De term wordt zowel bij organismen als planten, dieren en bacteriën, maar ook bij virussen gebruikt. Ook genetisch gemodificeerde organismen zijn (bewust gecreëerde) mutanten.
Een mutatie kan spontaan, maar ook onder invloed van een chemische stof gebeuren (zoals het mutagene ENU bij muizen) of een mechanische oorzaak hebben (bijvoorbeeld verstoring van de spoelfiguur bij celdeling; die al of niet weer onder invloed staat van een microtubuli-verstorende chemische stof als colchicine).
Ook kan het bij planten, schimmels en bacteriën soms gebeuren dat bij de mitotische celdeling geen celwand gevormd wordt, wat resulteert in een tetraploïde cel. In het erfelijke materiaal kan iets stuk gaan. Als deze cel verder uitgroeit tot een plant(endeel), dan wordt de mutant soms zichtbaar. Door dit deel vegetatief te vermeerderen (kloneren), ontstaat een nieuw ras of cultivar.
Mutaties kunnen uiteenlopende gevolgen hebben, van wenselijk – zoals bij nieuwe cultivars of speciale kenmerken – tot kwaadaardig  en dodelijk – zoals bij kanker. Veel mutaties hebben geen speciale voor- of nadelen, deze worden soms aangeduid als spandrels. Een mutatie kan ook voor- en nadelen combineren. Sikkelcelanemie is bijvoorbeeld een puntmutatie die de drager veel ongemakken bezorgt, maar hij biedt wel bescherming tegen malaria. Een heel ander voorbeeld zijn de muismodel-mutanten, dit zijn muizen die voor wetenschappelijk onderzoek gekweekt of aangepast zijn om een mutatie te dragen. Als individu hebben ze daar voornamelijk last van, zodat de voordelen vooral bij de onderzoeker liggen. Niettemin overleven ze doordat ze gekweekt worden en maken ze dus deel uit van de evolutionaire stamboom.

## Mutaties bij planten
Wanneer bijvoorbeeld de schilkleur bij appel of aardappel naar rood verandert, wordt van een rode mutant gesproken. Bij appel is 'Red Elstar' een schilkleurmutant van 'Elstar'. Bij aardappel is 'Rode Eersteling' een schilkleurmutant van 'Eersteling'. Sommige typen mutanten hebben in de botanie en in andere vakgebieden een eigen aanduiding: wanneer een boomvorm verandert naar een meer compacte vorm wordt in plaats van het woord mutant in de praktijk vaak de aanduiding spur gebruikt, bij een ongepigmenteerd dier spreekt men wel van een albino etc.
Bij mutanten komt het voor dat niet alle cellen van het organisme de mutatie bezitten. Men spreekt dan van chimeren. Bij vegetatieve vermeerdering van chimere planten kan dan een uitsplitsing optreden naar planten met volledig gemuteerde vruchten, planten met gestreepte vruchten en planten met vruchten zoals die van het moederras.
Bij sommige sierbomen en -struiken met bont blad kunnen door de chimerastructuur scheuten met groen blad gevormd worden. Deze groeien harder, doordat ze meer bladgroenkorrels hebben. Ze kunnen geheel gaan overheersen. Daarom worden deze scheuten gewoonlijk zo snel mogelijk weggesnoeid. Bijvoorbeeld bij de esdoorn Acer negundo 'Variegatum'.
De evolutieleer stelt dat alle soorten ontstaan zijn uit de weinige mutanten die beter aangepast zijn dan de ongemuteerde soort. Dit verschijnsel zien we op kleine schaal bij resistentie, een verschijnsel dat zich voordoet bij het gebruik van bestrijdingsmiddelen.

## Fictie
In stripverhalen en tekenfilms zijn mutanten vaak kwaadaardige gedrochten met uitzonderlijke capaciteiten. Dat is niet uitgesloten, maar in werkelijkheid is de overgrote meerderheid van de mutanten zwakker dan de ongemuteerde soort. Slechts in zeer uitzonderlijke gevallen zal de natuurlijke selectie een mutant bevoordelen.
In verhalen veranderen ver volgroeide organismen soms in mutanten, bijvoorbeeld reptilians, Teenage Mutant Ninja Turtles of X-Men. Wetenschappelijk gezien is dit onzin. Indien er een mutatie ontstaat in een van de cellen van een volwassen organisme, zal het organisme als geheel daar meestal weinig van merken. Een mutant ontstaat door een mutatie in een eicel of zaadcel, vóór of direct na de conceptie, voor of kort na de eerste celdelingen van het embryo. Alle cellen van het uiteindelijke organisme hebben dan dezelfde mutatie.